# Joceline Schriemer
Pour les articles homonymes, voir Schriemer.
Joceline Schriemer est une femme politique provinciale canadienne de la Saskatchewan. Elle représente la circonscription de Saskatoon Sutherland à titre de députée du Parti saskatchewanais de 2007 à 2011.

## Biographie
Née à Montmatre en Saskatchewan, elle travaille en tant qu'ambulancière et policière pour le Service de police (en) de Saskatoon.
En juin 2010, elle annonce ne pas vouloir se représenter à l'élection générale de l'année suivante et de retourner à la profession de policière.